# São Pedro Apóstolo

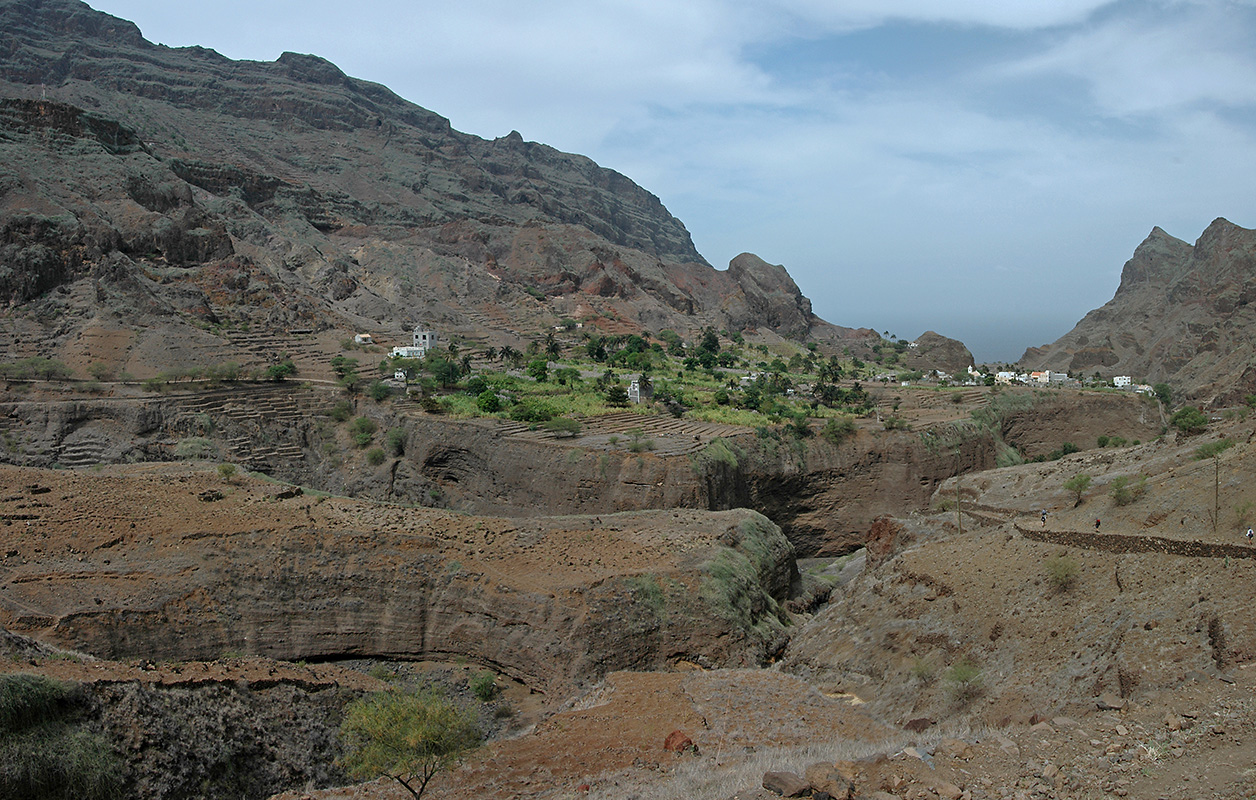
Imatge de Chã de Igreja.

São Pedro Apóstolo és una freguesia (parròquia civil) de Cap Verd. Cobreix la part occidental del municipi de Ribeira Grande, de l'illa de Santo Antão.

## Subdivisions
La freguesia consta dels següents assentament, i la seva població segons el cens de 2010 era:
- Chã de Igreja (pop: 672)
- Figueiras (pop: 401)
- Garça de Cima (pop: 1.138)
- Lagoa - deshabitat
- Ribeira Alta (pop: 170)